# 알렉산더 달시

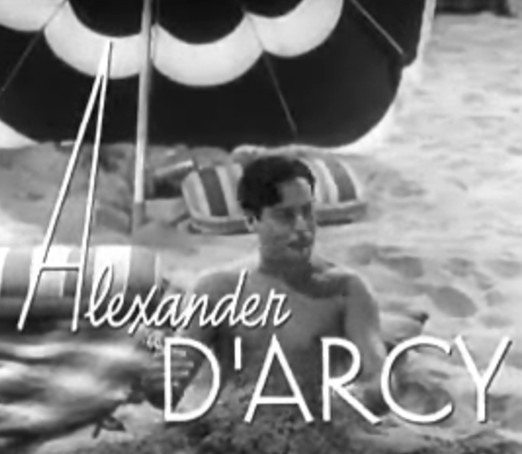

알렉산더 달시(Alexander D'Arcy, 1908년 8월 10일 ~ 1996년 4월 20일)는 이집트의 배우, 텔레비전 배우이다.
카이로에서 태어났으며 로스앤젤레스에서 사망하였다.

## 영화
- 더 세븐 미니츠 (1971년)
- 드라큐라 성의 피 (1969년)
- 발렌타인 데이의 대학살 (1967년)
- 코프스 행스 인 더 웹 (1960년)
- 백만장자와 결혼하는 법 (1953년)
- 아이린 (1940년)
- 굿 걸스 고 투 파리 (1939년)
- 젠다성의 포로 (1937년)
- 이혼 소동 (1937년)
- 플랑드르의 사육제 (1935년)
- 자유를 우리에게 (1931년)